# Hypoponera ceylonensis
Hypoponera ceylonensis är en myrart som först beskrevs av Mayr 1897.  Hypoponera ceylonensis ingår i släktet Hypoponera och familjen myror. Inga underarter finns listade i Catalogue of Life.